# Hans Frühwirth
Hans Frühwirth es un deportista austríaco que compitió en piragüismo en la modalidad de eslalon. Ganó cuatro medallas en el Campeonato Mundial de Piragüismo en Eslalon, en los años 1949 y 1951.

## Palmarés internacional
| Campeonato Mundial | Campeonato Mundial | Campeonato Mundial | Campeonato Mundial |
| Año                | Lugar              | Medalla            | Competición        |
| ------------------ | ------------------ | ------------------ | ------------------ |
| 1949               | Ginebra (Suiza)    | Medalla de plata   | F1 individual      |
| 1949               | Ginebra (Suiza)    | Medalla de plata   | F1 por equipos     |
| 1951               | Steyr (Austria)    | Medalla de oro     | F1 individual      |
| 1951               | Steyr (Austria)    | Medalla de oro     | F1 por equipos     |